# 罗伯特·维特克
羅伯特·維迪（Róbert Vittek，1982年4月1日—），是一名斯洛伐克足球運動員，司職前鋒.

## 俱乐部生涯
維特克的職業球員生涯自1999年從他家鄉的球會施洛雲開始，2003年時轉會至纽伦堡，當球會還在德乙時，他幫助球會取得2004年05年賽季冠軍。

## 國家隊生涯
維特克的國家隊生涯開始於2001年。維特克在世界盃為斯洛伐克隊貢獻的第一個進球是2010年6月15日與紐西蘭的比賽，雙方以 1–1 取得平手和局。維特克在2010年6月24日面對上一屆世界盃冠軍球隊義大利時，一共踢入兩個進球最後幫助球隊擊敗冠軍衛冕者的義大利隊，同時取得小組賽第二的成績晉級16強淘汰賽階段。2010年6月28日在16強賽事中斯洛伐克以1–2 敗給荷蘭並出局，比賽結束前斯洛伐克隊獲得一次點球機會，該球由維特克負責並踢進取得一分，維特克於2010年世界盃一共踢入四球並成為斯洛伐克國家隊中進球數最多的球員。

## 榮譽
個人
- 斯洛伐克足球先生：2006

## 連結
- National-teams Profile （页面存档备份，存于）
- ESPN Profile （页面存档备份，存于）